# Акселератка
«Акселератка» (рос. «Акселератка») — російський радянський художній фільм 1987 року, режисера  Олексія Корєнєва.

## Сюжет
Після закінчення школи дівчина Анюта, кмітлива й цілеспрямована, володіючи прийомами бойових мистецтв, приходить влаштовуватися на роботу в міліцію. Її мрії не судилося збутися, бо не дозволив вік.
Однак юна героїня не відступає і разом зі своїм другом, боязким і нерішучим страховим агентом, якого називає Кузею, вирішує самостійно розслідувати злочин, щоб довести свою значимість.
Анюта вливається в банду, яка займається уявним викраденням застрахованих автомобілів. При цьому Анюта і Кузя, самі того не знаючи, ледь не зривають операцію професійних детективів, які теж ведуть цю заплутану справу.

## У ролях
- Ірина Шмельова —  Анюта
- Микита Михайловський —  страховий агент Кузьмін (Кузя)
- Роман Філіппов —  Леонід (Вовчик)
- Ігор Кваша —  Філімон
- Галина Польських —  Красновязова
- Петро Меркур'єв —  Красновязов
- Олександр Потапов —  Назаров (Марат)
- Василь Бочкарьов —  майор Пряхін
- Андрій Гусєв —  співробітник ДАІ Молодцов
- Сергій Мигицко —  інспектор Рубашевський
- Юрій Думчев —  бандит
- Аліка Смєхова —  циганка
- Віктор Раков —  співробітник автосервісу Павло
- Олександр Постніков —  співробітник автосервісу Петро
- Михайло Голубович —  шофер

## Знімальна група
- Режисер-постановник — Олексій Корєнєв
- Сценаристи — Дмитро Іванов, Володимир Трифонов
- Оператор-постановник — Михайло Біц
- Композитор — Євген Крилатов
- Художник — Елеонора Немечек